# Chimalpopoca

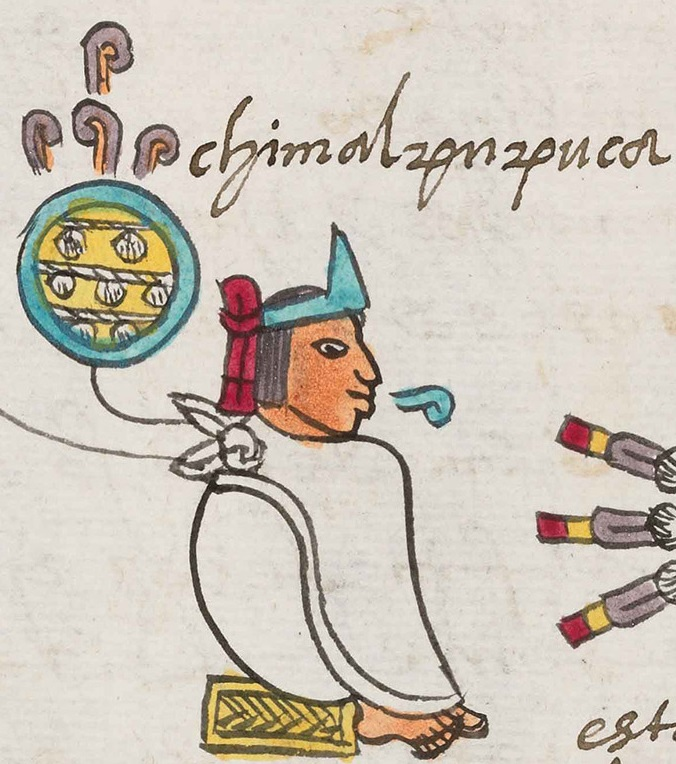
Abbildung von Chimalpopoca auf Seite 4 des Codex Mendoza, 16. Jahrhundert

Chimalpopoca (Nahuatl für Rauchender Schild) (* 1404? in Tenochtitlán; † 1427 ebenda, möglicherweise auch in Azcapotzalco) war ab 1417 der aztekische Herrscher von Tenochtitlán.
Chimalpopoca war der Sohn seines Vorgängers Huitzilíhuitl und einer Tochter des tepanekischen Herrschers Tezozómoc. Noch als Kind übernahm er 1417 die Herrschaft über Tenochtitlán von seinem Vater, der im Krieg gegen die Acolhua gefallen war. Unter seiner Herrschaft wurde den Mexica ein großer Teil der zu leistenden Tributzahlungen erlassen und es ihnen erstmals gestattet, Gebäude aus Stein zu errichten.
Als Enkel von Tezozómoc sollte er nach dessen Tod die Thronfolge von Azcapotzalco regeln und Tezozómocs Sohn Tayauh zum Herrscher machen. Auch Tezozómocs Sohn Maxtla, der bereits über Coyohuacán regierte, beanspruchte den Thron. Zudem war man in Azcapotzalco zunehmend darüber beunruhigt, wie mächtig und selbstbewusst die Vasallenstädte Tenochtitlán und Tlatelolco geworden waren. Nachdem Tezozómoc gestorben war, gewann die den Mexica feindlich gesinnte Seite die Oberhand. Maxtla ließ unter dem Vorwand, die beiden hätten ein Mordkomplott gegen ihn geplant, Tayauh töten und Chimalpopoca gefangen nehmen und in Azcapotzalco öffentlich in einem Käfig zur Schau stellen.
Die Geschichte von Chimalpopocas Tod ist in verschiedenen Versionen überliefert. Einige Quellen berichten, er sei auf Veranlassung Maxtlas in der Gefangenschaft getötet worden. In anderen Quellen heißt es, er wurde bei seiner Rückkehr nach Tenochtitlán von Anhängern seines Onkels Itzcóatl ermordet, der ihm auf den Thron folgte.